# Уставщина
Уставщина, также «жизнь по уставу», «сержантщина» — вариант ефрейторско-сержантской дедовщины. В широком смысле слова — обструкция (итальянская забастовка) по отношению к конкретной личности или группе лиц.

## Смысл
Иерархия поддерживается за счет гиперболизированно строгого следования уставу и официальной иерархии. Причем отсылка к тому или иному параграфу может быть чисто номинальной и не соответствовать действительному содержанию устава. Во внимание при этом принимаются только статьи, где срочник «обязан», статьи с «имеет право» игнорируются.
Физические наказания сводятся к различным дополнительным упражнениям: подъём-отбой, упражнение на брусьях, отжимания, приседания строем, кроссы и тому подобное. Характерна для карантина (период от прибытия в часть до принятия присяги), КМБ (курс молодого бойца), «учебок» (учебная воинская часть).
Противоположный по смыслу термин — неуставщина — часто употребляется как синоним дедовщины. К. Л. Банников отмечает тесную связь между дедовщиной и уставщиной.
Некоторые исследователи наблюдают наличие отношений уставщины в офицерской среде.